# Henry Petersen (atlet)
 Der er flere personer med dette navn, se Henry Petersen.
 Henry Petersen  (født 1. oktober 1900 i Ring, Brædstrup, død 24. september 1949 i København) var en dansk atlet og gymnast medlem af Københavns IF (atletik) og ”Athen” (gymnastik). 

## Idrætskarriere
Henry Petersen satte den første af sine otte danske rekorder som 17-årig og vandt seks danske mesterskaber i stangspring samt tre mesterskaber i 4 x 100 meterløb. Derudover blev det fem danske mesterskaber i holdgymnastik.

### OL
Med sine præstationer på nationalt plan blev han udtaget til OL 1920 i Antwerpen, og her deltog 15 springere. I kvalifikationsrunden var kravet 3,60 m for at komme i finalen, og dette klarede Petersen sammen med otte andre atleter. I finalen var han sammen med amerikaneren Frank Foss den eneste, der klarede mere end 3,60 m, og amerikaneren blev guldvinder med 4,09 m (ny verdensrekord), mens Petersen fik sølv med 3,70 m, og Ed Myers fra USA fik bronze.
Ved OL 1924 i Paris deltog han igen i stangspring, og denne gang deltog 20 springere. Finalekravet var denne gang 3,66 m, hvilket Petersen også her klarede sammen med seks andre atleter. I finalen klarede han 3,90 m sammen med tre amerikanere, og to af disse, Lee Barnes og Glenn Graham nåede også over 3,95 m. I omspring om guldet vandt Barnes, mens Petersen og Jim Brooker kæmpede om bronzemedaljen, hvilket Brooker vandt med to spring over 3,80 m, hvor Henry Petersen kun klarede denne højde én gang.
Han var også parat til at deltaget i OL 1928 i Amsterdam, men måtte stoppe med idrætten på grund af tuberkulose kort inden legene.

### Danske mesterskaber
| Atletik - Guld 1927 Stangspring 3,80 - Bronze 1927 4 x 100 meter 44,6 - Guld 1926 Stangspring 3,80 - Bronze 1926 4 x 100 meter 44,5 - Guld 1925 Stangspring 4,00 - Sølv 1925 4 x 100 meter 44,8 - Guld 1923 Stangspring 3,85 - Sølv 1923 4 x 100 meter 44,5 - Sølv 1922 Stangspring 3,60 - Guld 1922 4 x 100 meter 44,9 - Guld 1921 Stangspring 3,81 - Sølv 1921 4 x 100 meter - Guld 1920 Stangspring 3,70 - Guld 1920 4 x 100 meter 44,0 - Sølv 1919 Stangspring 3,70 - Guld 1919 4 x 100 meter 44,6 - Bronze 1918 Stangspring 3,40 | Gymnastik - Guld 1927 Holdgymnastik - Guld 1925 Holdgymnastik - Guld 1924 Holdgymnastik - Guld 1922 Holdgymnastik - Guld 1921 Holdgymnastik |

### Danske rekorder

#### Stangspring
| Resultat | Årstal    |
| -------- | --------- |
| 3,69 m   | 1918      |
| 3,73 m   | 1919      |
| 3,75 m   | 1920      |
| 3,80 m   | 1921      |
| 3,81 m   | 1921      |
| 3,85 m   | 1922      |
| 03,905 m | 1923      |
| 4,04 m   | 1925-1934 |

#### 4 x 100 meter
- 44,6  1919
- 44,0  1920

### Placering på verdensranglisten

#### Stangspring
| År   | Resultat | Placering | Plads              | Dato       |
| ---- | -------- | --------- | ------------------ | ---------- |
| 1918 | 3.69     | 8         | København          | 30. juni   |
| 1919 | 3.80     | 5         | København          | 15. juni   |
| 1920 | 3.75     | 13        | København          | 6. juni    |
| 1921 | 3.81     | 11        | Århus              | 21. august |
| 1922 | 3.85     | 8         | København          | 6. august  |
| 1923 | 3.90     | 9         | København          | 8. juli    |
| 1924 | 3.90     | 12        | Colombes, Frankrig | 10. juli   |
| 1925 | 4.03     | 3         | København          | 26. juli   |
| 1926 | 3.90     | 16        | København          | 9.juli     |
| 1927 | 3.90     | 23        | København          | 15.juni    |

### Personlige rekorder
- 100 meter: 11,0 sek. (Østerbro, 16. maj 1920)
- 10.000 meter: 36.20,0 min. (1943)
- 110 meter hæk: 19,3 sek. (1920)
- Højdespring: 1,75 m (26. maj 1917)
- Længdespring: 6.26 m (1921)
- Stangspring: 4,04 m (København, 26. juli 1925)

## Familie og yderligere karriere
Henry Petersens familie flyttede kort efter han blev født fra Jylland til København, hvor hans far Hans Jacob Petersen arbejdede som karetmagermester. Henry Petersen var uddannet ingeniør, cand. polyt.